# Xerochlora
Xerochlora is een geslacht van vlinders van de familie spanners (Geometridae), uit de onderfamilie Geometrinae.

## Soorten
- X. inveterascaria Swett, 1907
- X. martinaria Sperry, 1948
- X. masonaria Schaus, 1897
- X. mesotheides Ferguson, 1969
- X. viridipallens Hulst, 1896